# Drys fra muffedissen
"Drys fra muffedissen" er afsnit 49 i Frank Hvam og Casper Christensens sitcom Klovn, første gang vist på TV2 Zulu 28. april 2008.

## Handling
Frank og Mia giver hinanden kalendergaver i den dejlige juletid, og Frank får et par skøjter, der bliver centrale i et alvorligt postyr på skøjtebanen. Samtidig ender det med et vaskeriskift fra Franks side, da det gamle renseri var lidt for indiskret.

## Hovedskuespillere
- Casper Christensen som Casper
- Iben Hjejle som Iben
- Frank Hvam som Frank
- Mia Lyhne som Mia

| Fjernsyn | Spire Denne artikel om et tv-program er en spire som bør udbygges. Du er velkommen til at hjælpe Wikipedia ved at udvide den. |